# Marsabit (hạt)
Hạt Marsabit là một hạt thuộc tỉnh Đông ở Kenya. Theo điều tra dân số ngày 24 tháng 8 năm 1999, hạt này có dân số 121478 người. Hạt Marsabit có diện tích 61296 km². Hạt lỵ đóng tại Marsabit.